# Un amour de pluie
Un amour de pluie is een Frans-Duits-Italiaanse film uit 1974 van regisseur Jean-Claude Brialy. Hoofdrollen worden vertolkt door Romy Schneider, Nino Castelnuovo, Suzanne Flon, Bénédicte Bucher en Mehdi El Glaoui. De regisseur speelt eveneens mee in de film.
De film kwam in Duitsland uit onder de titel Sommerliebelei. De Engelstalige titel is Love in the Rain of Loving in the Rain (Verenigde Staten).

## Verhaal
Elizabeth (Romy Schneider) en haar veertienjarige dochter Cécile (Bénédicte Bucher) zijn op vakantie in Vittel. Wegens drukte op het werk laat vader (waarvan de stem is ingesproken door Michel Piccoli) het afweten, zodat beide dames samen de vakantie moeten doorbrengen. Cécile wordt verliefd op de keukenhulp Georges (Mehdi El Glaoui), terwijl Elizabeth voor de charmes van Giovanni (Nino Castelnuovo) valt. Uiteindelijk lopen beide romances op niets uit.

## Ontvangst
De film werd niet erg positief ontvangen. Er was kritiek op de voorspelbare verhaallijn en weinigzeggende dialogen, en de film werd als saai ervaren. Diverse scenes werden als overbodig beschouwd omdat ze verder niets toevoegden aan het verhaal.